# Gevlekt traliedrijfhorentje
Het gevlekt traliedrijfhorentje (Alvania punctura) is een slakkensoort uit de familie van de drijfhorens (Rissoidae). De wetenschappelijke naam van de soort werd in 1803 voor het eerst geldig gepubliceerd door George Montagu.

## Beschrijving
De schelp van het gevlekt traliedrijfhorentje kan 3 mm hoog worden met een breedte van ongeveer 2 mm. Het bestaat uit zes windingen, waarvan de laatste ongeveer twee derde van de hoogte inneemt. De opening is vrij regelmatig ovaal, langwerpig bijna evenwijdig aan de as van de schaal. Er is een lange en smalle navel. De zeer karakteristieke versiering bestaat uit fijne langsribbels (in de richting van de wikkeling) die kruisen met dwarsribben (bijna evenwijdig aan de as van de schelp) en vormen een fijn net met vierkante mazen, die echter afwezig is op de eerste winding. Dit maakt het gemakkelijk om het te onderscheiden van het gestreept traliedrijfhorentje (Crisilla semistriata), die erg op deze soort lijkt.

## Verspreiding
Het gevlekt traliedrijfhorentje komt voor in de Middellandse Zee en verder omhoog in de Atlantische Oceaan, tot aan Noorwegen toe. De soort komt in principe niet voor in de getijdenzone, maar is te vinden op zeer ondiepe diepten en in intergetijdengebied. Het wordt gevonden op diepten tot 100 meter.